# 3 Doors Down (álbum)
3 Doors Down es el cuarto álbum de estudio de la banda de rock estadounidense 3 Doors Down, lanzado el 20 de mayo de 2008. El primer sencillo del álbum, It's Not My Time, fue lanzado en febrero de 2008, y el tema Citizen/Soldier fue lanzado en el 2007 como tributo a la Guardia Nacional de Estados Unidos. El álbum se convirtió en el segundo álbum consecutivo en alcanzar el #1 en la Billboard 200. En febrero de 2009 había vendido 705,815 copias en Estados Unidos, por lo que certificó disco de oro por la Asociación de la Industria Discográfica de Estados Unidos, RIAA por sus siglas en inglés.

## Lista de canciones
1. "Train" - 3:10
2. "Citizen/Soldier" - 3:52
3. "It's Not My Time" - 4:01
4. "Let Me Be Myself" - 3:48
5. "Pages" - 3:47
6. "It's the Only One You've Got" - 4:23
7. "Give It to Me" - 3:21
8. "These Days" - 3:39
9. "Your Arms Feel Like Home" - 3:44
10. "Runaway" - 3:24
11. "When It's Over" - 4:18
12. "She Don't Want the World" - 4:03[2]

## Pistas adicionales
1. "Feet in the Water" (exclusivo de Best Buy) - 4:34
2. "Who Are You" (exclusivo de Best Buy)[5] - 3:08
3. "It's the Only One You've Got" (Acústico)
4. "It's Not My Time" (Acústico)